# Delegati dalla California al Congresso degli Stati Uniti d'America

Distretti della California dal 2023

Sin dall'ammissione all'Unione come stato, avvenuta nel 1850, la California è rappresentata al Congresso degli Stati Uniti da una delegazione al Senato e alla Camera dei rappresentanti. Ogni stato elegge due senatori con mandati di sei anni, a prescindere dalla popolazione dello stato; quelli della California appartengono alle classi 1 e 3. Elegge inoltre ogni due anni un numero di rappresentanti alla Camera in numero proporzionale alla popolazione; attualmente lo stato è rappresentato alla Camera da 52 delegati, eletti con il sistema first-past-the-post in distretti uninominali. Nel corso della sua esistenza come stato, la California ha visto la rappresentanza alla Camera variare da un minimo di 2 ad un massimo di 53 deputati; dal 2023 il numero di deputati è sceso di una unità per effetto del censimento del 2020.

## Camera dei rappresentanti

### Delegati attuali
La delegazione alla Camera dei rappresentanti ha un totale di 52 membri: 9 repubblicani e 43 democratici.
| Distretto | Rappresentante         | Partito      | CPVI (2025) | Inizio mandato            | Mappa del distretto |
| --------- | ---------------------- | ------------ | ----------- | ------------------------- | ------------------- |
| 1°        | Doug LaMalfa           | Repubblicano | R+12        | 3 gennaio 2013            |                     |
| 2°        | Jared Huffman          | Democratico  | D+24        | 3 gennaio 2013            |                     |
| 3°        | Kevin Kiley            | Repubblicano | R+2         | 3 gennaio 2023            |                     |
| 4°        | Mike Thompson          | Democratico  | D+17        | 3 gennaio 1999            |                     |
| 5°        | Tom McClintock         | Repubblicano | R+8         | 3 gennaio 2009            |                     |
| 6°        | Ami Bera               | Democratico  | D+8         | 3 gennaio 2013            |                     |
| 7°        | Doris Matsui           | Democratico  | D+16        | 10 marzo 2005             |                     |
| 8°        | John Garamendi         | Democratico  | D+24        | 3 gennaio 2009            |                     |
| 9°        | Josh Harder            | Democratico  | D+1         | 3 gennaio 2019            |                     |
| 10°       | Mark DeSaulnier        | Democratico  | D+18        | 3 gennaio 2015            |                     |
| 11°       | Nancy Pelosi           | Democratico  | D+36        | 2 giugno 1987             |                     |
| 12°       | Lateefah Simon         | Democratico  | D+39        | 3 gennaio 2025            |                     |
| 13°       | Adam Gray              | Democratico  | R+1         | 3 gennaio 2025            |                     |
| 14°       | Eric Swalwell          | Democratico  | D+20        | 3 gennaio 2013            |                     |
| 15°       | Kevin Mullin           | Democratico  | D+26        | 3 gennaio 2023            |                     |
| 16°       | Sam Liccardo           | Democratico  | D+26        | 3 gennaio 2025            |                     |
| 17°       | Ro Khanna              | Democratico  | D+21        | 3 gennaio 2017            |                     |
| 18°       | Zoe Lofgren            | Democratico  | D+17        | 3 gennaio 1995            |                     |
| 19°       | Jimmy Panetta          | Democratico  | D+18        | 3 gennaio 2017            |                     |
| 20°       | Vince Fong             | Repubblicano | R+15        | 1 gennaio 2024            |                     |
| 21°       | Jim Costa              | Democratico  | D+4         | 3 gennaio 2005            |                     |
| 22°       | David Valadao          | Repubblicano | R+1         | 3 gennaio 2021            |                     |
| 23°       | Jay Obernolte          | Repubblicano | R+8         | 3 gennaio 2013            |                     |
| 24°       | Salud Carbajal         | Democratico  | D+13        | 3 gennaio 2017            |                     |
| 25°       | Raul Ruiz              | Democratico  | D+3         | 3 gennaio 2013- in carica |                     |
| 26°       | Julia Brownley         | Democratico  | D+8         | 3 gennaio 2013            |                     |
| 27°       | George T. Whitesides   | Democratico  | D+3         | 3 gennaio 2025            |                     |
| 28°       | Judy Chu               | Democratico  | D+15        | 14 luglio 2009- in carica |                     |
| 29°       | Luz Rivas              | Democratico  | D+20        | 3 gennaio 2025            |                     |
| 30°       | Laura Friedman         | Democratico  | D+22        | 3 gennaio 2025            |                     |
| 31°       | Gil Cisneros           | Democratico  | D+10        | 3 gennaio 2025            |                     |
| 32°       | Brad Sherman           | Democratico  | D+17        | 3 gennaio 1997            |                     |
| 33°       | Pete Aguilar           | Democratico  | D+7         | 3 gennaio 2015            |                     |
| 34°       | Jimmy Gomez            | Democratico  | D+28        | 11 luglio 2017            |                     |
| 35°       | Norma Torres           | Democratico  | D+8         | 3 gennaio 2015            |                     |
| 36°       | Ted Lieu               | Democratico  | D+21        | 3 gennaio 2015            |                     |
| 37°       | Sydney Kamlager-Dove   | Democratico  | D+33        | 3 gennaio 2023            |                     |
| 38°       | Linda Sánchez          | Democratico  | D+10        | 3 gennaio 2003            |                     |
| 39°       | Mark Takano            | Democratico  | D+7         | 3 gennaio 2013 -in carica |                     |
| 40°       | Young Kim              | Repubblicano | R+1         | 3 gennaio 2021            |                     |
| 41°       | Ken Calvert            | Repubblicano | R+2         | 3 gennaio 1993            |                     |
| 42°       | Robert Garcia          | Democratico  | D+18        | 3 gennaio 2023            |                     |
| 43°       | Maxine Waters          | Democratico  | D+27        | 3 gennaio 1991            |                     |
| 44°       | Nanette Barragán       | Democratico  | D+19        | 3 gennaio 2017            |                     |
| 45°       | Derek Tran             | Democratico  | D+1         | 3 gennaio 2025            |                     |
| 46°       | Lou Correa (Santa Ana) | Democratico  | D+11        | 3 gennaio 2017            |                     |
| 47°       | Dave Min               | Democratico  | D+3         | 3 gennaio 2025            |                     |
| 48°       | Darrell Issa           | Repubblicano | R+7         | 3 gennaio 2021            |                     |
| 49°       | Mike Levin             | Democratico  | D+4         | 3 gennaio 2019            |                     |
| 50°       | Scott Peters           | Democratico  | D+16        | 3 gennaio 2013            |                     |
| 51°       | Sara Jacobs            | Democratico  | D+13        | 3 gennaio 2021            |                     |
| 52°       | Juan Vargas            | Democratico  | D+13        | 3 gennaio 2013            |                     |

## Senato degli Stati Uniti d'America
| Senatore di Classe 2          | Congresso              | Senatore di Classe 3       |
| ----------------------------- | ---------------------- | -------------------------- |
| John C. Frémont (D)           | 31 (1850-1851)         | William M. Gwin (D)        |
| John B. Weller (D)            | 32 (1851–1853)         | William M. Gwin (D)        |
| John B. Weller (D)            | 33 (1853–1855)         | William M. Gwin (D)        |
| John B. Weller (D)            | 34 (1855–1857)         | William M. Gwin (D)        |
| David C. Broderick (D)        | 35 (1857–1859)         | William M. Gwin (D)        |
| David C. Broderick (D)        | 36 (1859–1861)         | William M. Gwin (D)        |
| Henry P. Haun (D)             |                        | William M. Gwin (D)        |
| Milton Latham (D)             |                        | William M. Gwin (D)        |
| 37 (1861–1863)                | James A. McDougall (D) |                            |
| John Conness (R)              | James A. McDougall (D) | 38 (1863–1865)             |
| John Conness (R)              | James A. McDougall (D) | 39 (1865–1867)             |
| John Conness (R)              | 40 (1867–1869)         | Cornelius Cole (R)         |
| Eugene Casserly (D)           | 41 (1869–1871)         | Cornelius Cole (R)         |
| Eugene Casserly (D)           | 42 (1871–1873)         | Cornelius Cole (R)         |
| Eugene Casserly (D)           | 43 (1873–1875)         | Aaron A. Sargent (R)       |
| John S. Hager (D)             | 43 (1873–1875)         | Aaron A. Sargent (R)       |
| Newton Booth (Anti-Monopolio) | 44 (1875–1877)         | Aaron A. Sargent (R)       |
| Newton Booth (Anti-Monopolio) | 45 (1877–1879)         | Aaron A. Sargent (R)       |
| Newton Booth (Anti-Monopolio) | 46 (1879–1881)         | James T. Farley (D)        |
| John Franklin Miller (R)      | 47 (1881–1883)         | James T. Farley (D)        |
| John Franklin Miller (R)      | 48 (1883–1885)         | James T. Farley (D)        |
| John Franklin Miller (R)      | 49 (1885–1887)         | Leland Stanford (R)        |
| George Hearst (D)             | 49 (1885–1887)         | Leland Stanford (R)        |
| Abram P. Williams (R)         | 49 (1885–1887)         | Leland Stanford (R)        |
| George Hearst (D)             | 50 (1887–1889)         | Leland Stanford (R)        |
| George Hearst (D)             | 51 (1889–1891)         | Leland Stanford (R)        |
| Vacante                       |                        | Leland Stanford (R)        |
| 52 (1891–1893)                |                        | Leland Stanford (R)        |
| Charles N. Felton (R)         |                        | Leland Stanford (R)        |
| Stephen M. White (D)          | 53 (1893–1895)         | Leland Stanford (R)        |
| Stephen M. White (D)          | 53 (1893–1895)         | George Clement Perkins (R) |
| Stephen M. White (D)          | 54 (1895–1897)         |                            |
| Stephen M. White (D)          | 55 (1897–1899)         |                            |
| Thomas R. Bard (R)            | 56 (1899–1901)         |                            |
| Thomas R. Bard (R)            | 57 (1901–1903)         |                            |
| Thomas R. Bard (R)            | 58 (1903–1905)         |                            |
| Frank P. Flint (R)            | 59 (1905–1907)         |                            |
| Frank P. Flint (R)            | 60 (1907–1909)         |                            |
| Frank P. Flint (R)            | 61 (1909–1911)         |                            |
| John D. Works (R)             | 62 (1911–1913)         |                            |
| John D. Works (R)             | 63 (1913–1915)         |                            |
| John D. Works (R)             | 64 (1915–1917)         | James D. Phelan (D)        |
| Hiram Johnson (R)             | 65 (1917–1919)         | James D. Phelan (D)        |
| Hiram Johnson (R)             | 66 (1919–1921)         | James D. Phelan (D)        |
| Hiram Johnson (R)             | 67 (1921–1923)         | Samuel M. Shortridge (R)   |
| Hiram Johnson (R)             | 68 (1923–1925)         | Samuel M. Shortridge (R)   |
| Hiram Johnson (R)             | 69 (1925–1927)         | Samuel M. Shortridge (R)   |
| Hiram Johnson (R)             | 70 (1927–1929)         | Samuel M. Shortridge (R)   |
| Hiram Johnson (R)             | 71 (1929–1931)         | Samuel M. Shortridge (R)   |
| Hiram Johnson (R)             | 72 (1931–1933)         | Samuel M. Shortridge (R)   |
| Hiram Johnson (R)             | 73 (1933–1935)         | William Gibbs McAdoo (D)   |
| Hiram Johnson (R)             | 74 (1935–1937)         | William Gibbs McAdoo (D)   |
| Hiram Johnson (R)             | 75 (1937–1939)         | William Gibbs McAdoo (D)   |
| Hiram Johnson (R)             | Thomas M. Storke (D)   |                            |
| Hiram Johnson (R)             | 76 (1939–1941)         | Sheridan Downey (D)        |
| Hiram Johnson (R)             | 77 (1941–1943)         | Sheridan Downey (D)        |
| Hiram Johnson (R)             | 78 (1943–1945)         | Sheridan Downey (D)        |
| Hiram Johnson (R)             | 79 (1945–1947)         | Sheridan Downey (D)        |
| William F. Knowland (R)       |                        | Sheridan Downey (D)        |
| 80 (1947–1949)                |                        | Sheridan Downey (D)        |
| 81 (1949–1951)                |                        | Sheridan Downey (D)        |
| Richard Nixon (R)             |                        |                            |
| 82 (1951–1953)                |                        |                            |
| 83 (1953–1955)                | Thomas Kuchel (R)      |                            |
| 84 (1955–1957)                | Thomas Kuchel (R)      |                            |
| 85 (1957–1959)                | Thomas Kuchel (R)      |                            |
| Clair Engle (D)               | Thomas Kuchel (R)      | 86 (1959–1961)             |
| Clair Engle (D)               | Thomas Kuchel (R)      | 87 (1961–1963)             |
| Clair Engle (D)               | Thomas Kuchel (R)      | 88 (1963–1965)             |
| Pierre Salinger (D)           | Thomas Kuchel (R)      |                            |
| George Murphy (R)             | Thomas Kuchel (R)      | 89 (1965–1967)             |
| George Murphy (R)             | Thomas Kuchel (R)      | 90 (1967–1969)             |
| George Murphy (R)             | 91 (1969–1971)         | Alan Cranston (D)          |
| John V. Tunney (D)            | 92 (1971–1973)         | Alan Cranston (D)          |
| John V. Tunney (D)            | 93 (1973–1975)         | Alan Cranston (D)          |
| John V. Tunney (D)            | 94 (1975–1977)         | Alan Cranston (D)          |
| S. I. Hayakawa (R)            | 95 (1977–1979)         | Alan Cranston (D)          |
| S. I. Hayakawa (R)            | 96 (1979–1981)         | Alan Cranston (D)          |
| S. I. Hayakawa (R)            | 97 (1981–1983)         | Alan Cranston (D)          |
| Pete Wilson (R)               | 98 (1983–1985)         | Alan Cranston (D)          |
| Pete Wilson (R)               | 99 (1985–1987)         | Alan Cranston (D)          |
| Pete Wilson (R)               | 100 (1987–1989)        | Alan Cranston (D)          |
| Pete Wilson (R)               | 101 (1989–1991)        | Alan Cranston (D)          |
| Pete Wilson (R)               | 102 (1991–1993)        | Alan Cranston (D)          |
| John Seymour (R)              |                        | Alan Cranston (D)          |
| Dianne Feinstein (D)          |                        | Alan Cranston (D)          |
| 103 (1993–1995)               | Barbara Boxer (D)      |                            |
| 104 (1995–1997)               | Barbara Boxer (D)      |                            |
| 105 (1997–1999)               | Barbara Boxer (D)      |                            |
| 106 (1999–2001)               | Barbara Boxer (D)      |                            |
| 107 (2001–2003)               | Barbara Boxer (D)      |                            |
| 108 (2003–2005)               | Barbara Boxer (D)      |                            |
| 109 (2005–2007)               | Barbara Boxer (D)      |                            |
| 110 (2007–2009)               | Barbara Boxer (D)      |                            |
| 111th (2009–2011)             | Barbara Boxer (D)      |                            |
| 112th (2011–2013)             | Barbara Boxer (D)      |                            |
| 113th (2013–2015)             | Barbara Boxer (D)      |                            |
| 114 (2015–2017)               | Barbara Boxer (D)      |                            |
| 115 (2017-2019)               | Kamala Harris (D)      |                            |
| 116 (2019-2021)               | Kamala Harris (D)      |                            |
| 117 (2021-2023)               | Kamala Harris (D)      |                            |
| Alex Padilla (D)              |                        |                            |
| 118 (2023-2025)               |                        |                            |
| Laphonza Butler(D)            |                        |                            |
| Adam Schiff (D)               | 119 (2025-2027)        |                            |